# Piper cinereocaule
Piper cinereocaule är en pepparväxtart som beskrevs av C. Dc.. Piper cinereocaule ingår i släktet Piper och familjen pepparväxter. Inga underarter finns listade i Catalogue of Life.